# Aedes grassei
Aedes grassei é um espécie de mosquito do Género Aedes, pertencente à família Culicidae.